# Кашину-Мік
Кашину-Мік (рум. Cașinu Mic) — село у повіті Ковасна в Румунії. Входить до складу комуни Синзієнь.
Село розташоване на відстані 180 км на північ від Бухареста, 34 км на північний схід від Сфинту-Георге, 60 км на північний схід від Брашова.

## Населення
За даними перепису населення 2002 року у селі проживали 290 осіб, з них 286 осіб (98,6%) угорців. Рідною мовою 286 осіб (98,6%) назвали угорську.